# Etelka Kenéz Heka
Etelka Kenéz Heka [ˈɛtɛlkɒ ˈkɛneːz ˈhɛkɒ] (* 26. Oktober 1936 in Gajić; † 5. Mai 2024) war eine ungarische Schriftstellerin, Poetin und Sängerin.

## Leben
Etelka Kenéz Heka wurde in Gajić (ungarisch Hercegmárok or Márok), Jugoslawien geboren, aber sie ist bei Zmajevac (ungarisch Vörösmart) aufgewachsen.
Sie war die Tochter von János Heka und Etelka Stok und war verheiratet mit dem ungarischen Opernsänger Ernő Kenéz. Nach ihrer Ausbildung an der Fakultät für Lehrerfortbildung der Universität Novi Sad in Subotica war Etelka Kenéz Heka festes Ensemblemitglied am Novi Sad Theatre in Novi Sad, und sie sang am Rundfunk und Fernsehen Vojvodina. Sie lernte und arbeitete mit der Opernsängerin Margit Markovics. Sie lebte in Wien, sie und ihr Mann hatten ein Restaurant, und sie hatte auch ein Haus in Wien, aber sie lebt später in Hódmezővásárhely, Ungarn. Sie war eine ungarische, kroatische und österreichische Staatsbürgerin. Sie schrieb etwa 90 Bücher.

## Werke (Auswahl)
- Séta a múltban, Bába Kiadó, Szeged, 2003.
- A lélek rejtelmei, Hódmezővásárhely, 2004.
- Régi idők dalai versben, Hódmezővásárhely, 2005.
- A kozmosz titkai, hermetikus filozófia és vegyes költemények, Hódmezővásárhely, 2005.
- Kenéz Heka Etelka novellái, Hódmezővásárhely, 2006.
- Laura különös históriája, Hódmezővásárhely, 2007.
- Trubadúr spirituálék, Hódmezővásárhely, 2007.
- Őszi szerelem: lírikus költemények, Hódmezővásárhely, 2007.
- Istar, a szerelem úrnője: válogatott költemények 50 kötetből, Antológia Kiadó, Lakitelek, 2008.
- Kína varázsa: kínai versek, Hódmezővásárhely, 2008.
- Vásárhelyi regős tanyák, Hódmezővásárhely, 2009.
- Varázslatos Adria, Hódmezővásárhely, 2009.
- A teremtés költészete szanszkrit stílusban, Hódmezővásárhely, 2009.
- Istennel levelezem: szakrális ódák, költemények, Hódmezővásárhely, 2010.
- A szellem bűvöletében, Hódmezővásárhely, 2015.
- 1050 karácsonyi haiku ének, Hódmezővásárhely, 2015.

## Auszeichnungen
- 2003: Hódmezővásárhely Signum Urbis Honorantis Preis
- 2015: Hódmezővásárhely Pro Urbe Preis